# Kōan

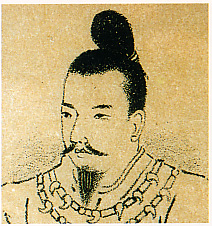
Emperador Kōan

L'emperador Kōan (孝安天皇, Kōan Tennō) va ser el 6è emperador del Japó que apareix en la tradicional llista d'emperadors.
No existeixen dades exactes sobre aquest emperador, cosa que ha dut a considerar-lo com a llegendari pels historiadors.
En el Kojiki i el Nihon Shoki només n'anomena el seu nom i genealogia. La tradició li atribueix el naixement el 427 aC i la mort el 291 aC i situa el començament del seu regnat el 392 aC, succeint el seu pare Kōshō.
Si bé la tradició afirma que va existir realment i li va atribuir, fins i tot, una tomba, els estudis històrics moderns tendeixen a demostrar que aquest personatge no va existir mai.